# ان‌پی‌او ماشین
ان‌پی‌او ماشین (روسی: НПО машиностроения) شرکت صنایع جنگ‌افزاری روس است، که در سال ۱۹۴۴ تأسیس شد.